# Kao Kim Hourn

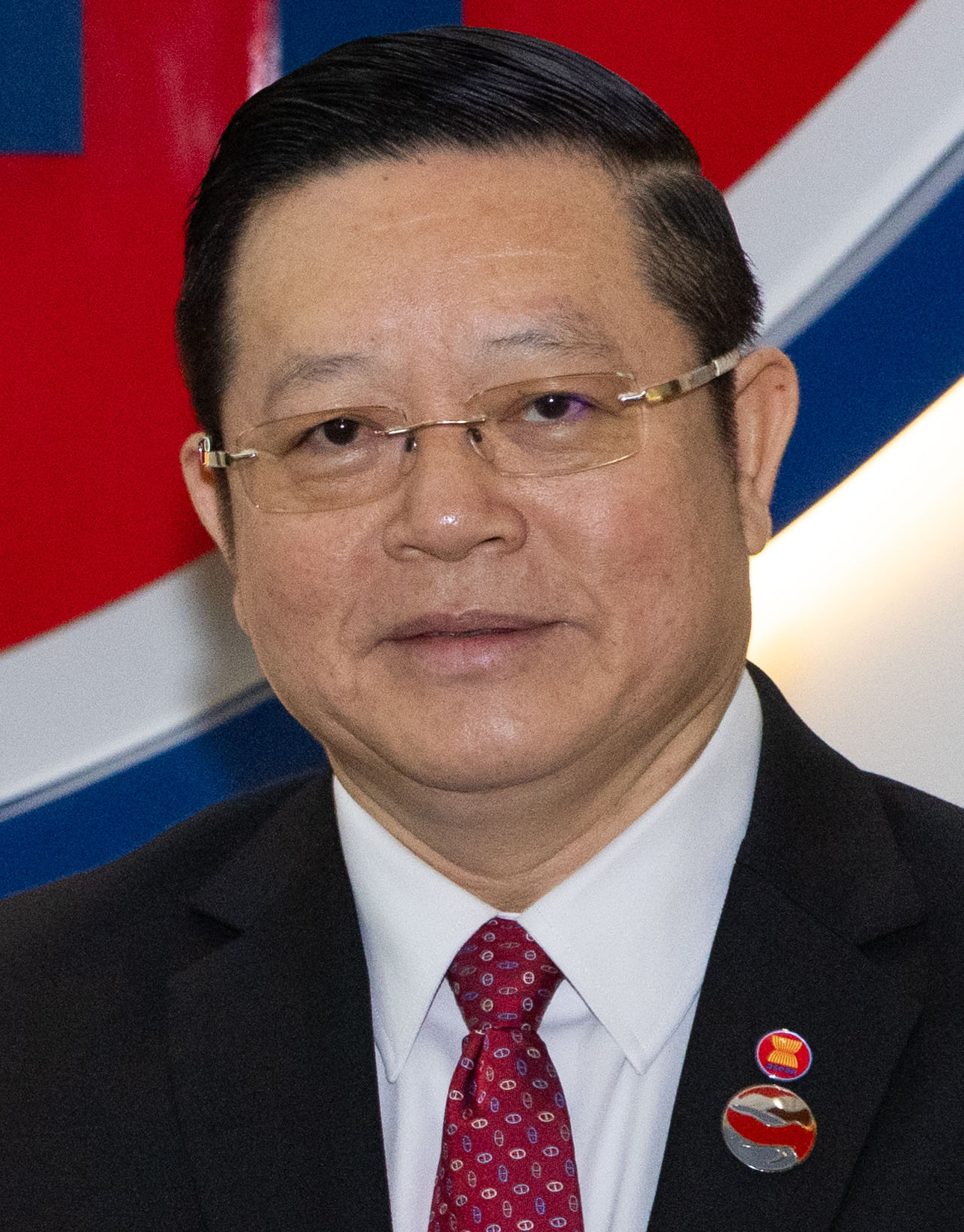
Kao Kim Hourn, 2023

Kao Kim Hourn (* 28. Mai 1966 in der Provinz Kampong Cham) ist ein kambodschanischer Politikwissenschaftler und Diplomat. Seit dem 1. Januar 2023 ist er Generalsekretär der ASEAN. Von 2003 bis 2022 war er Präsident der privaten University of Cambodia und von 2004 bis 2013 Staatssekretär im kambodschanischen Außenministerium.

## Leben
Kim Hourn Kao begann mit 16 Jahren die High School in Herndon (Virginia) in den USA und machte dort 1985 seinen Abschluss. Er erhielt 1989 einen Bachelor in Asienwissenschaften von der Baylor University in Waco (Texas). Danach machte Kao 1991 einen Masterabschluss in Internationalen Angelegenheiten und einen Masterabschluss in Politikwissenschaften an der Ohio University in Athens. Nach seiner Ausbildung in den Vereinigten Staaten kehrte er 1993 nach Kambodscha zurück und wurde Direktor des Khmer International Relations Institute. Von 1994 bis 2004 leitete er das Cambodian Institute for Cooperation and Peace (CICP). Der Minister für Auswärtige Angelegenheiten und Internationale Zusammenarbeit, Ung Huot (FUNCINPEC) machte Kao 1996 zu seinem Berater (bis 1998). Von 1999 bis 2001 gehörte er dem Obersten Nationalen Wirtschaftsrat Kambodschas an und hatte in der Regierung von Hun Sen den Rang eines Ministers, außerdem lehrte er 2000–2001 als Professor im Ausbildungsprogramm für Beamte der königlichen Verwaltungshochschule. Im Jahr 2001 wurde er an der University of Hawaiʻi at Mānoa zum Ph.D. in Politikwissenschaften promoviert.
Von 2001 bis 2004 wirkte Kao erneut als Berater im kambodschanischen Außenministerium (unter Hor Namhong, CPP), diesmal im Rang eines Unterstaatssekretärs. 2002–2003 gehörte er dem internationalen Beirat der Asia Society an, seit 2004 ist er erneut dessen Mitglied. Im Jahr 2003 gründete Kao die private University of Cambodia (UC) in Phnom Penh, die er bis 2022 als Präsident leitete und an der er als Professor für Politikwissenschaft lehrt. Nach dem Ende seiner Amtszeit als Geschäftsführer des Cambodian Institute for Cooperation and Peace 2004 blieb er diesem als Vorsitzender des Verwaltungsrats verbunden. Von 2004 bis 2013 war er Staatssekretär im Ministerium für Auswärtige Angelegenheiten und Internationale Zusammenarbeit Kambodschas unter dem Außenminister Hor Namhong. Seit 2005 ist er zudem Generalsekretär des Asia Economic Forum und seit 2006 Generalsekretär von Asia Faiths Development Dialogue. Er nahm an vielen nationalen, regionalen und internationalen Treffen teil (bilateral und multilateral, offiziell und Track-Two). Als Wissenschaftler und Diplomat leistete er verschiedene Beiträge sowohl für Kambodscha als auch für die ASEAN, der Kambodscha im Jahr 1999 beigetreten ist.
Auf dem 41. Gipfeltreffen der Association of Southeast Asian Nations (ASEAN) in Phnom Penh im November 2022 wählten die Staats- und Regierungschefs Kao gemäß dem Rotationsprinzip unter den Mitgliedstaaten zum Generalsekretär der Organisation. Er trat das Amt zum 1. Januar 2023 für eine vierjährige Amtszeit an und ist der erste kambodschanische Staatsbürger an der Spitze der ASEAN-Exekutive.
Aufgrund seiner Leistungen erhielt er verschiedene Auszeichnungen seines Landes, u. a. ist er Komtur des Monisaraphon-Ordens (seit 2006), Großoffizier des Königlichen Ordens von Kambodscha sowie des Sowathara-Ordens (beide 2007 verliehen). Die Ohio University verlieh ihm 2007 die Ehrendoktorwürde für öffentlichen Dienst. Weitere Ehrendoktortitel erhielt er vom Kalinga Institute of Industrial Technology im indischen Bundesstaat Odisha (2014) und der Busan University of Foreign Studies in Südkorea (2023). Seit November 2023 ist er Ehrenmitglied des internationalen Beirats des ASEAN-Instituts an der Universität Oxford.